# Groef (inkeping)

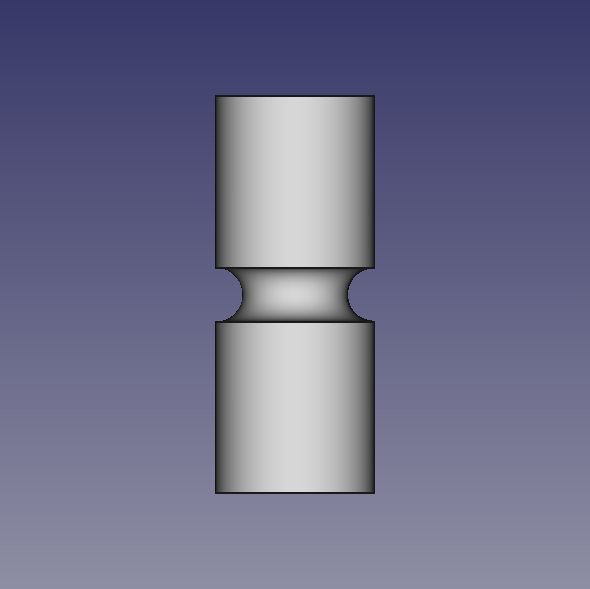
Een groef in een cilinder.

Een groef of sleuf is een lange smalle inkeping over de lengte van een object of daar omheen. De groef heeft doorgaans het doel om een ander object door de groef te laten bewegen en dus door de groef te worden geleid.

## Voorbeelden
- De schijven in een katrol zijn voorzien van een groef, door die groef is een touw geleid en stelt de gebruiker van de katrol in staat om een zware last te verplaatsen.
- De onregelmatige groef in een grammofoonplaat stelt de naald van een platenspeler in staat om de trillingen over te brengen op een elektromotor die deze trillingen omzet in geluid.
- De groef in een tramrails, vaak ook straatspoor genoemd, stelt een tram in staat om te rijden door de stad.
- De groeven in een autoband, of elke brede band voor een gemotoriseerd voertuig, voeren water af wanneer er veel water ligt op het wegdek, hierdoor kan aquaplaning worden voorkomen.
- De groeven aan de voor- en achterzijde van een roltraptrede hebben als doel om in te haken op de voorliggende en achterliggende roltraptrede, wanneer deze in- en uitelkaar bewegen. Tevens moeten de tanden van de roltrapkam, bovenaan de trap, door de groeven boven op de trede kunnen schuiven om ervoor te zorgen dat er niets in het mechaniek van de roltrap terechtkomt.
- Veel stopcontacten hebben geleidingsgroeven om ervoor te zorgen dat de stekker, gemakkelijker in het contact kan worden gestoken.

## Galerij

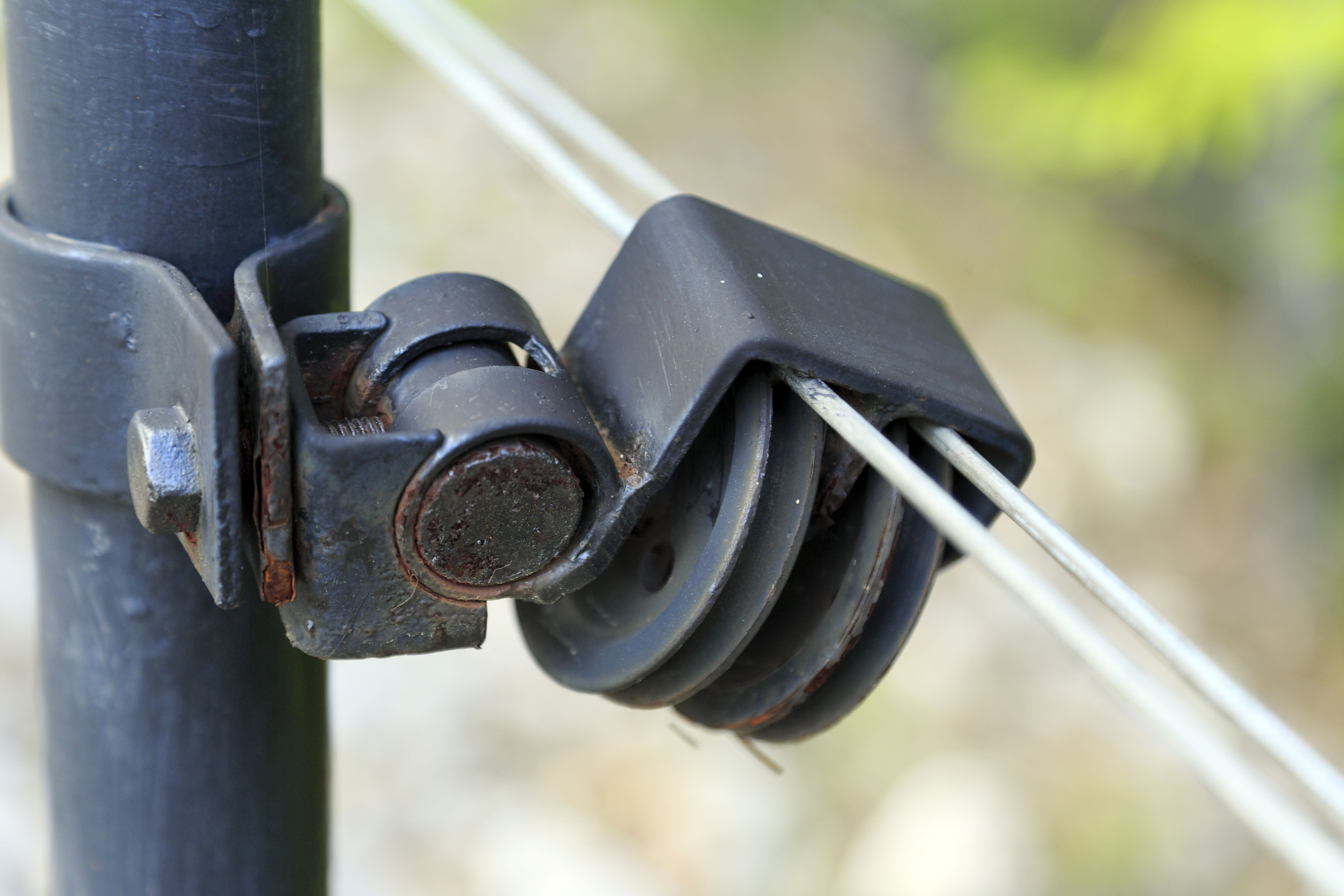
Touwen die lopen door groeven in katrollen
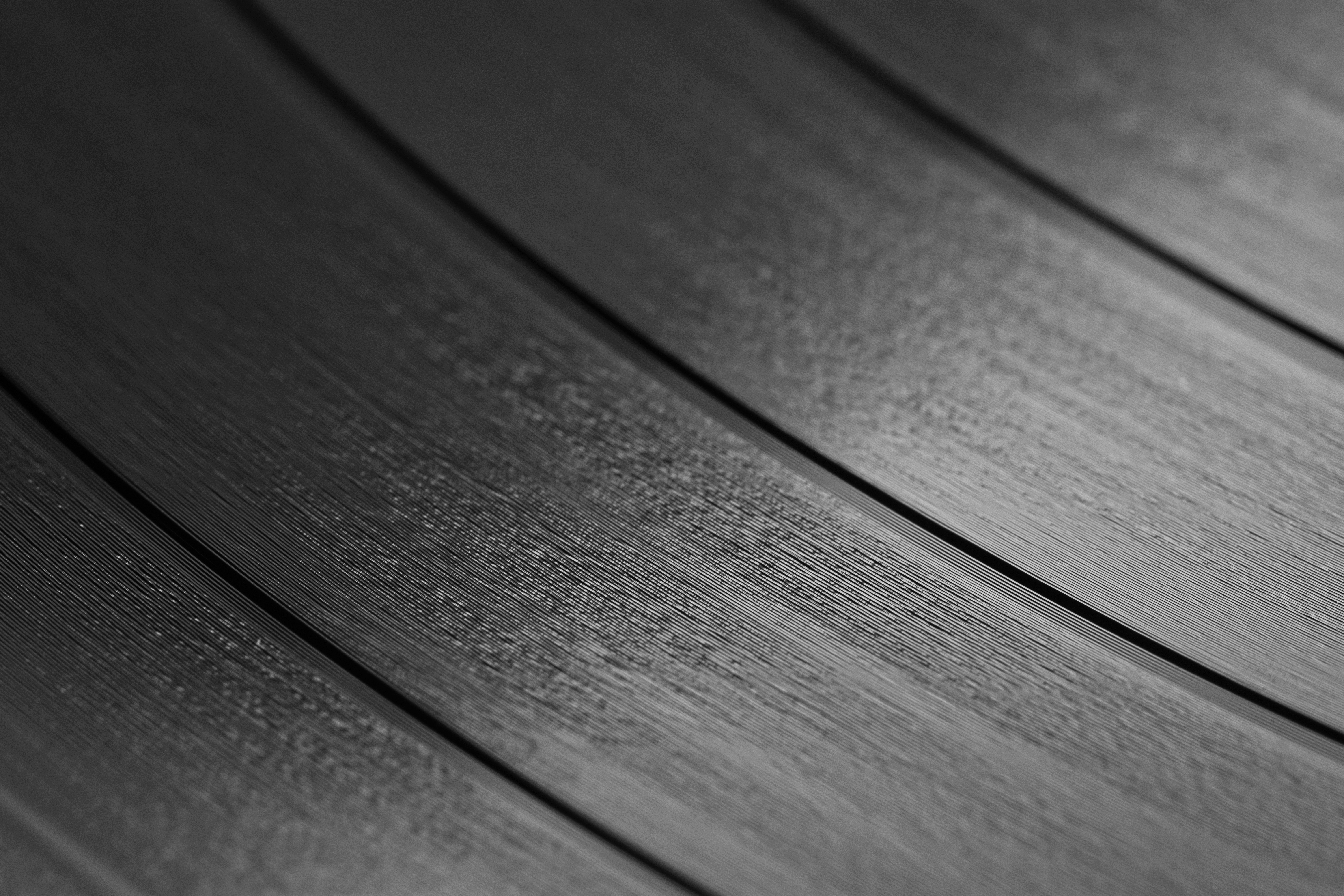
Groeven in een 12″-langspeelplaat
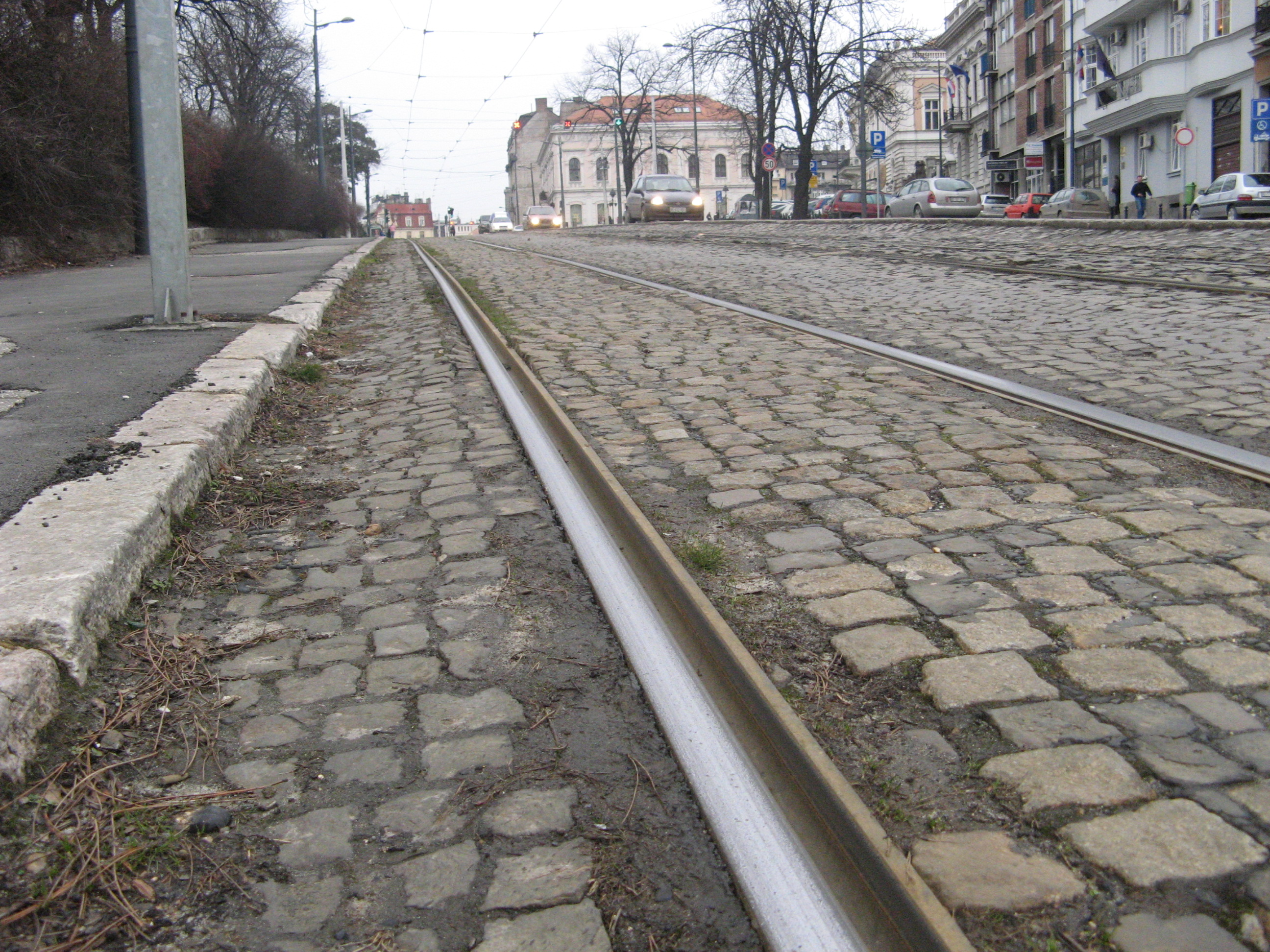
De groef in een tramrail
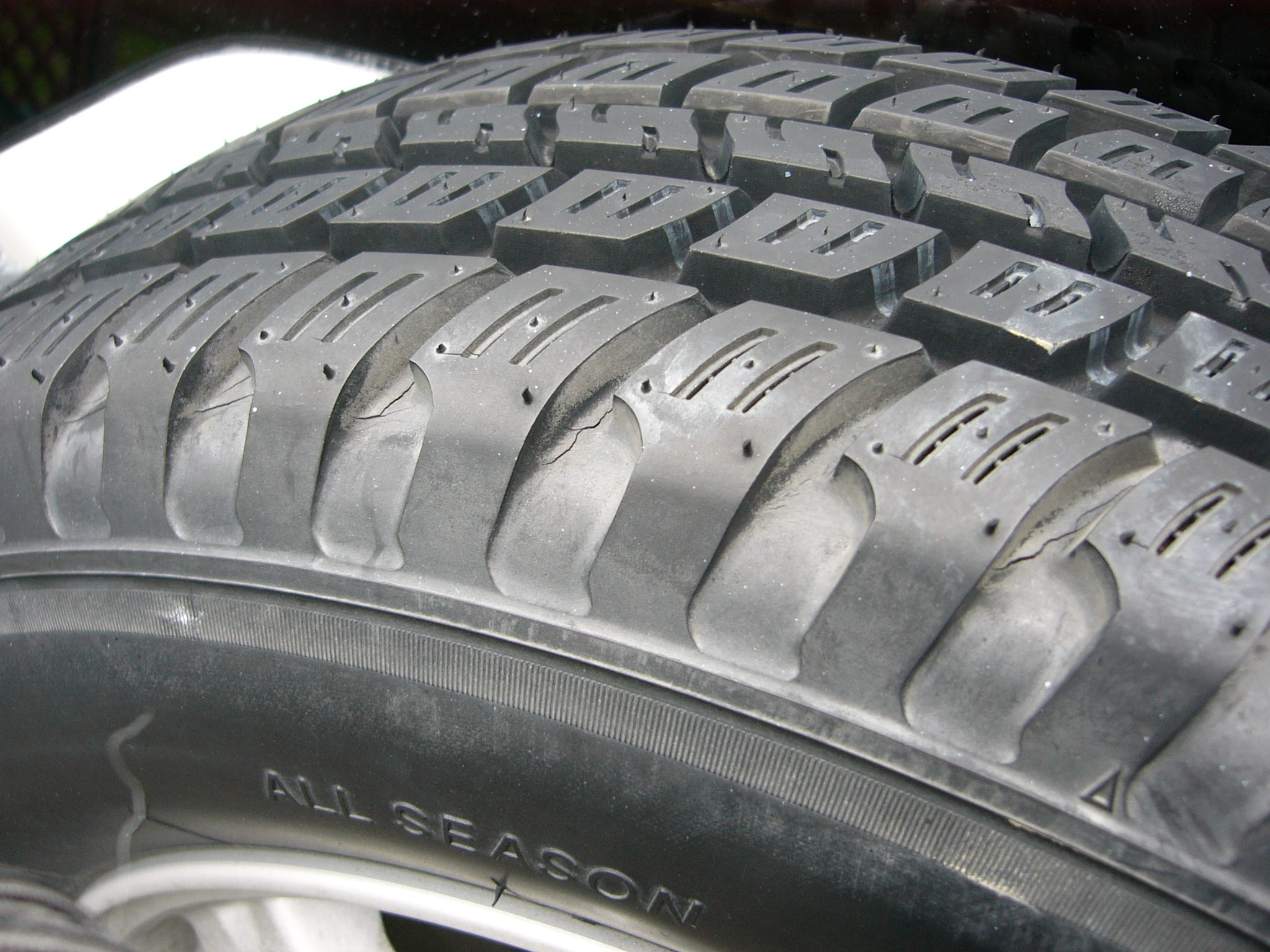
Groeven in een autoband
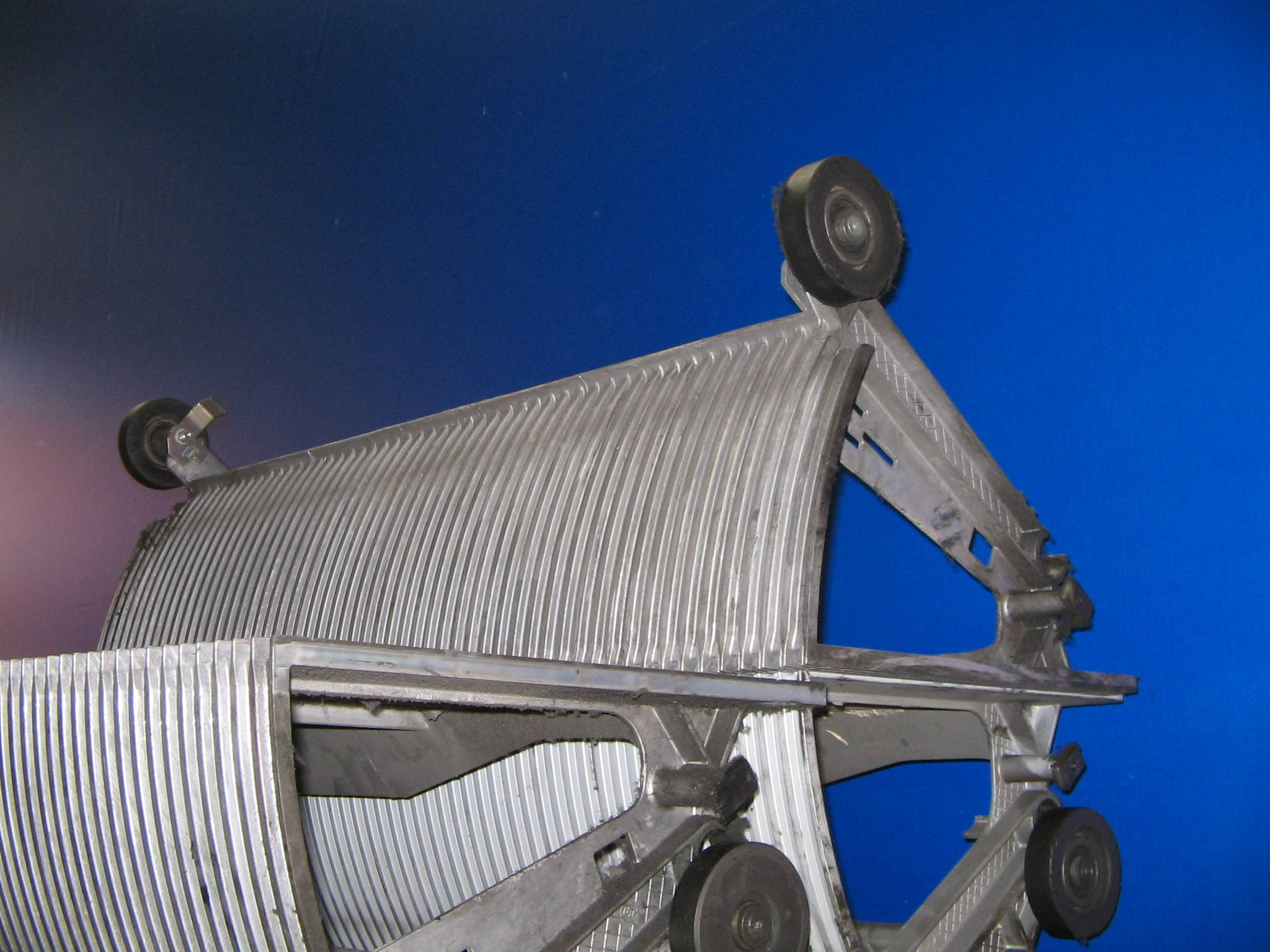
Groeven in roltraptredes
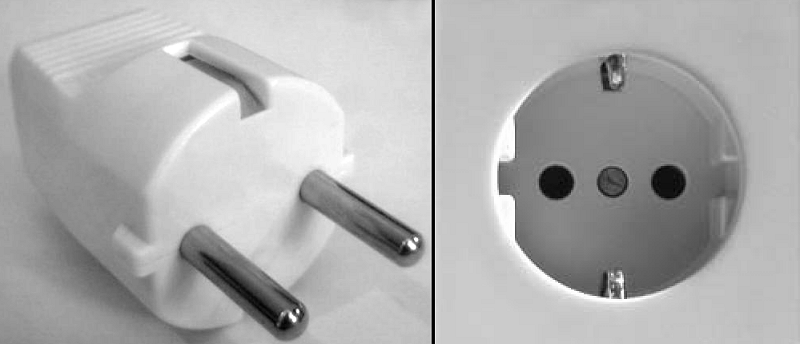
Groeven in een stopcontact